# Margot Heumann
Margot Heumann (Hellenthal, 17 de febrero de 1928-Condado de Pima, 11 de mayo de 2022) fue una ciudadana alemana sobreviviente del Holocausto. Es la primera mujer que se sabe que ha sobrevivido a los campos de concentración nazis a pesar de ser judía y homosexual.

## Biografía
Margot Heumann nació el 5 de noviembre de 1921 en Hellenthal, Alemania, cerca de la frontera con Bélgica. Vivía encima de una tienda que sus padres, Carl Heumann y Johanna Falkenstein Heumann, poseían y dirigían, y su abuelo vivía al otro lado de la calle. Cuando Heumann tenía cuatro años, su familia se mudó a Lippstadt, donde aprendió a nadar en el río Lippe. Heumann tenía una hermana menor llamada Lore Heumann.

### Persecución nazi

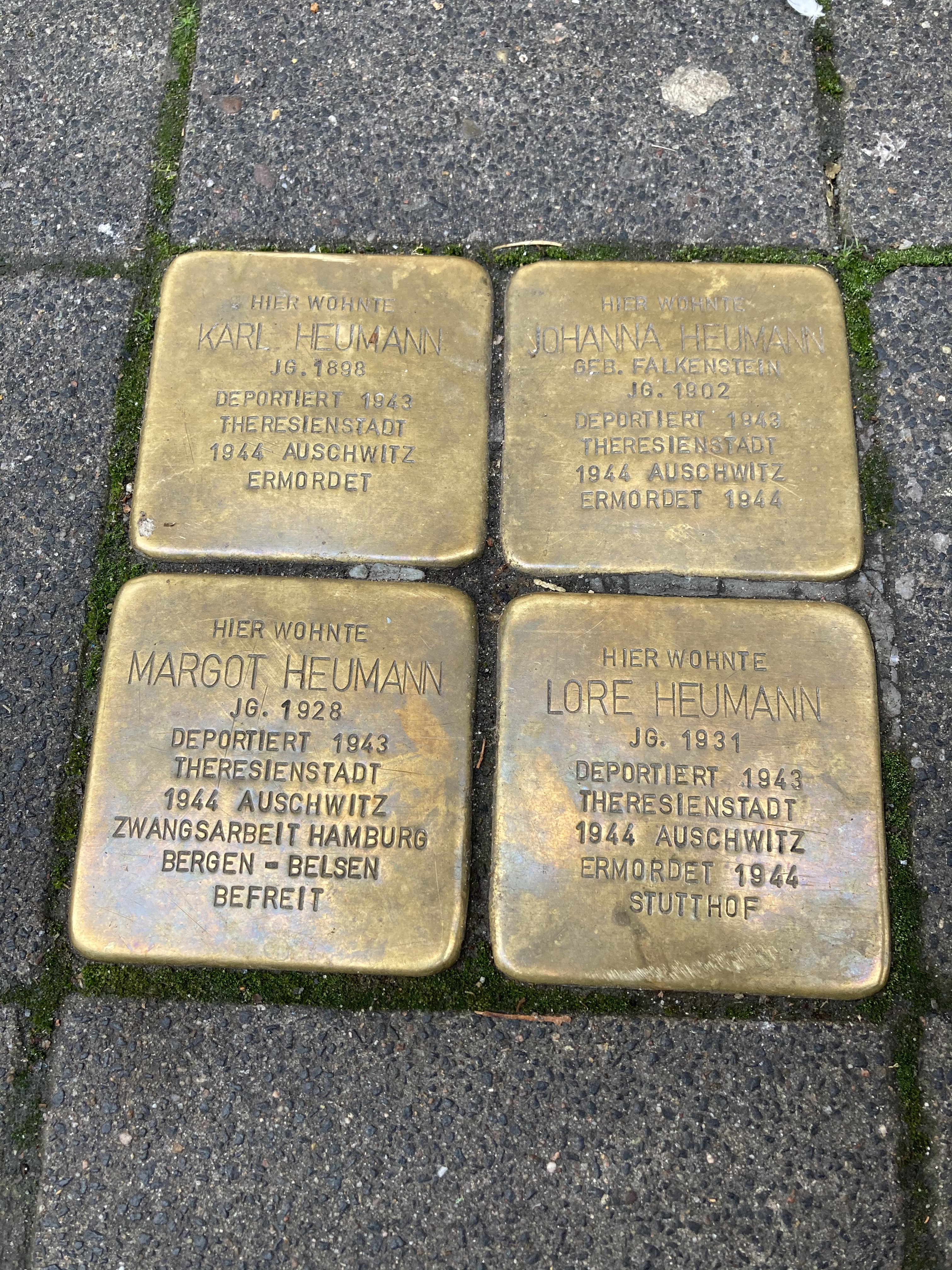
Stolpersteine para Margot Heumann y su familia en Bielefeld, octubre de 2020.

Cuando Heumann tenía nueve años, su familia se mudó nuevamente a Bielefeld y la inscribió en una escuela pública. Su padre trabajaba para la Asociación de Ayuda a los Judíos Alemanes. Un año después, ella y su hermana menor fueron expulsadas de la escuela sin previo aviso. Sus padres las inscribieron en una escuela judía, donde tenían maestros que también habían sido despedidos de las escuelas por los nazis.
En 1942, la mayoría de los judíos de Bielefeld fueron deportados a campos de exterminio, pero los Heumann fueron enviados al gueto de Theresienstadt en junio de ese año porque Carl Heumann trabajaba para una organización judía. Los niños de Theresienstadt fueron colocados en hogares para jóvenes donde recibieron mejor comida y alojamiento que otros en el gueto. Margot y su hermana Lore fueron enviadas a hogares separados. Margot conoció a una niña austríaca llamada Ditha Neumann en el hogar de jóvenes, y las dos durmieron juntas y tuvieron intimidad pero no tuvieron relaciones sexuales. Mantuvieron su relación en secreto.
En mayo de 1943 o 1944, la familia fue transportada a Auschwitz. Neumann y su tía llegaron unos días después. Los padres de Heumann no intentaron la selección para trabajo forzoso porque su hermana menor no habría podido aprobar, pero Neumann y su tía lo hicieron, y Heumann decidió seguir a Neumann. El grupo de unas 200 mujeres que pasó fue transportado en tren desde Auschwitz al campo de concentración de Neuengamme. Heumann no volvió a ver a sus padres ni a su hermana; se cree que murieron en Auschwitz.
El grupo de mujeres judías, incluidas Heumann y Neumann, que en ese momento tenían 16 años, fueron las primeras prisioneras en llegar a Neuengamme, donde se vieron obligadas a construir refugios para civiles alemanes y limpiar escombros. El grupo fue trasladado a través de tres campamentos satélites de Neuengamme, incluido Dessauer Ufer de julio a septiembre de 1944, Neugraben de septiembre de 1944 a febrero de 1945 y Tiefstack de febrero a abril de 1945. Heumann y Neumann durmieron juntas en una cama al final del cuartel de su grupo, lo que molestó a algunos otros, pero la tía de Neumann defendió a la pareja alegando que todavía eran niñas. Tanto Heumann como Neumann entablaron un intercambio sexual con hombres mientras estaban en Neuengamme, obteniendo alimentos que luego compartieron entre ellas. A principios de abril de 1945, la Schutzstaffel cerró Neuengamme y las mujeres judías fueron enviadas al campo de concentración de Bergen-Belsen. Heumann caminó los 100 kilómetros desde Neuengamme hasta Bergen-Belsen en dos días sin zapatos.

### Vida posterior
Heumann fue liberada del campo de concentración de Bergen-Belsen el 15 de abril de 1945 por soldados británicos. Tenía tifus y pesaba solo 35 kilogramos a una altura de 1,67 metros. Estuvo hospitalizada durante dos meses, después de lo cual la Cruz Roja la llevó a Suecia para recuperarse mientras Neumann se quedó atrás. Heumann pasó dos años en Suecia, donde asistió a la escuela, antes de mudarse a Nueva York; sólo tenía la intención de permanecer en los Estados Unidos durante un año, pero se quedó porque pudo vivir como lesbiana. Al mudarse a los Estados Unidos, cambió la ortografía de su apellido a «Heuman».
Heumann trabajó en una agencia de publicidad en la ciudad de Nueva York. A principios de la década de 1950, a veces se la veía visitando bares de lesbianas en Greenwich Village, Nueva York, con la editora de The New Yorker, Lu Burke. En 1953 rompió con Burke porque quería tener hijos y sabía que necesitaría casarse con un hombre para hacerlo. Se casó con un colega de otra agencia de publicidad y tuvo dos hijos, a quienes no crio religiosos porque ya no creía en Dios. Con el tiempo, volvió a entrar en su carrera en la publicidad después de contratar a un ama de llaves negra, y al mismo tiempo tuvo una relación extramatrimonial con una mujer casada que vivía al lado.
Para la década de los años 1970, el esposo de Heumann era adicto al juego y comenzó a abusar de ella, por lo que ella lo dejó. A la edad de 88 años, se mudó al suroeste de los Estados Unidos y le dijo a su familia que era lesbiana, lo que no les sorprendió. Para mayo de 2020, tenía 92 años y vivía en el desierto de Sonora en Arizona con su perro. Murió el 11 de mayo de 2022.

## Significado histórico
Margot Heumann es la primera mujer conocida que ha sobrevivido a los campos de concentración nazis a pesar de ser judía y homosexual. Aunque habló abiertamente de su homosexualidad en varias entrevistas para archivos sobre el Holocausto, esos archivos lo mantuvieron oculto, en su lugar describiendo a Neumann como su mejor amiga. En un artículo sobre Heumann en Der Tagesspiegel, Anna Hájková escribió que era «trágico que el prejuicio homofóbico impidiera que varias mujeres judías queer que sobrevivieron a los campos de concentración dejaran testimonios de sus vidas», argumentando que la historia de Heumann era aún más importante debido a eso.